# San Miguel de Gualdape

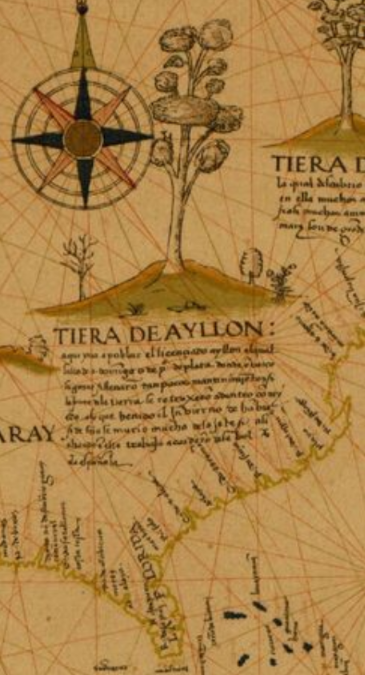
Detalj av karla över markområden på Nordamerikas kust som gavs till Lucas Vázquez de Ayllón 1523 av den spanske kungen Karl V

San Miguel de Gualdape var en kortlivad spansk koloni i Nordamerika, som grundades 1526 av  Lucas Vázquez de Ayllón, 
Tidigt 1521 gjorde Juan Ponce de León ett försök att etablera en spansk koloni vid mynningsviken Charlotte Harbor i nuvarande Florida, men slogs tillbaka snabbt av de lokala Calusaindianerna. Efter försöket återvände expeditionen till Havanna, där Juan Ponce de León efter en kort tid dog av sina skador. 
Ett andra försök i Nordamerika gjordes 1526. En koloni anlades först vid Winyah Bay i nuvarande South Carolina för en månads tid, men flyttades därefter söderut till nuvarande Georgias kust, där den klarade sig två månader innan den överväldigades av sjukdomar, hunger och en fientlig lokalbefolkning. Av omkring 600-700 utsända personer återvände bara 150 personer levande tillbaka till ön Hispaniola. 

## Förberedelser för kolonisering
Lucas Vázquez de Ayllón var en förmögen sockerplantageägare på Hispaniola och domare i den kungliga appellationsdomstolen, Real Audiencia. 
Han blev intresserade av optimistiska rapporter om den nordamerikanska östkusten från slavskepparen Pedro de Quejo och begärde hos den spanska kronan att få etablera en bosättning där. Han fick en sådan tillåtelse, under vissa villkor, av kung Karl V den 12 juni 1523.
Efter stipulation i tillåtelsen hyrde Ayllón Pedro de Quejo för att leda en förberedande expedition med två karaveller och omkring sextio man. Denna seglade iväg tidigare i april 1525 med uppdrag att undersöka en kuststräcka på 1.200 kilometer och anskaffa indianer, som kunde vara tjäna som vägvisare och tolkar för huvudexpeditionen. Pedro de Quejos expedition gick först iland i maj 1925, troligen vid mynningen av Savannahfloden. Därifrån seglade de norrut tills de nådde Winyah Bay, den plats de tidigare hade besökt 1521. Det är oklart hur långt norrut de Quejo seglade, kanske så långt som till Chesapeake Bay, men han fsann att kusten norr om Winyah Bay dominerades av sanddyner och tallbuskage. Hans expedition återvände till Hispaniola i juli 1525.

## Bosättningsförsöket
Efter det att Quejo återvänt, började förberedelserna för en kolonisation med Ayllón i ledningen. Han använde en stor delay sin förmögenhet för att utrusta expeditionen, som inbegrep sex fartyg med 600-700 passagerare och besättning. I denna grupp ingick ett antal kvinnor och barn samt ett okänt antal svarta slavar och de de tidigare kidnappade indianerna. 
Den stora gruppen kolonisatörer gick i land vid Winyah Bay den 9 augusti 1926. Där inträffade episodens första väsentliga bakslag, då flaggskeppet Capitana gick på grund på en sandbank och sjönk. Ingen omkom, men en stor del av skeppslasten gick förlorad. Dessutom passade Francisco de Chicora och de andra medföljande indianska vägvisarna och tolkarna på att rymma. 
Sällskapet letade efter en lämplig plats för bosättningen på den närbelägna Pawleys Island, men öns jordmån var dålig och indianbefolkningen i trakten var så sparsam att den inte kunde utgöra ett underlag för en lönsam handel. Flera sökpatruller skickades ut för att hitta bättre alternativ, varefter Ayllón beslöt att flytta sällskapet 320 kilometer till en flod, som tros ha varit Sepelo i nuvarande Georgia. Detta skedde tidigt i september. Kolonin började omedelbart uppföras och döptes den 29 september 1526 till San Miguel de Gualdape. Situationen blev efter hand allt besvärligare. Bosättarna led av hunger, kyla och en fientlig lokalbefolkning. Det var för sent på året för att plantera säd, och vilt har sparsamt förekommande. Bosättarna led också av sjukdomar, framför allt av dysenteri och andra vattenburna sjukdomar. Ayllón hade haft förhoppningen att kunna byta till sig mera födoämnen med indianbefolkningen, men detta lyckades inte särskilt bra. Dessutom blev vädret denna höst osedvanligt kallt. 
Dödstalet steg snabbt, och den 8 oktober dog Ayllón själv. Han efterträddes av kaptenen Francisco Gómez som ville stanna kvar och invänta sändningar av förnödenheter from Hispanola. En annan fraktion under ledning av Gines Doncel yrkade på att utrymma kolonin. Inom en vecka efter Aylons död gjorde Gines Doncel och hans följare myteri och arresterade Gomez och några av dennes följare och låste in dem i Doncels hus. Under ett senare tumult kom Gomez och hans män fria och kunde arrestera myteristerna. De överlevande kolonisatörerna kom dock överens om att utrymma kolonin och återvända till Hispaniola. Vid slutet av oktober lastade de skeppen och i mitten av november avseglade från San Miguel de Gualdape.
Återresan blev svår på grund av brist på vatten och mat, och skeppen kom att skiljas åt under färden. Många frös till döds. Bara 150 personer återkom med livet i behåll till Hispaniola. 
Det har inte lyckats att lokalisera vare sig vraket efter Capitaine eller platsen för San Miguel de Gualdape.

## Efterbörd
Efter misslyckandet med San Miguel de Gualdape drog spanjorerna slutsatsen att Ayllón inte hade förberett sig ordentligt för det kalla vädret och för den fientliga indianbefolkningen. Nästa projekt för att utforska regionen gjordes från 1539 under mer militära former av konkvistadoren Hernando de Soto.